# King Solomon’s Dome
King Solomon’s Dome (lub King Solomon Dome) – szczyt o wysokości 1234 m n.p.m. w paśmie Yukon-Mackenzie w kanadyjskim Jukonie, 32 km na południowy wschód od miasta Dawson City. Nazwa góry pochodzi od biblijnego króla Salomona.
Na górze znajdują się źródła Bonanza Creek, w której znaleziono złoto, które zapoczątkowało gorączkę złota nad Klondike.